# Tiếng Ai Cập
Tiếng Ai Cập là ngôn ngữ của Ai Cập cổ đại, thuộc ngữ hệ Phi-Á. 
Ngôn ngữ này được ghi nhận qua một thời kỳ rất dài, từ thời tiếng Ai Cập Cổ thời (trung kỳ thiên niên kỷ 3 TCN, Cổ Vương quốc Ai Cập). Câu viết hoàn chỉnh cổ nhất có niên đại từ khoảng năm 2690 TCN, khiến nó trở thành một trong những ngôn ngữ viết cổ nhất, cùng với tiếng Sumer.
Dạng cổ điển của nó mang tên Ai Cập Trung kỳ, ngôn ngữ của Trung Vương quốc Ai Cập và là dạng văn viết chính cho tới thời La Mã. Ngôn ngữ này phát triển thành Demotikos vào thời Cổ đại Hy-La, rồi thành tiếng Copt khi quá trình Kitô giáo hóa xảy ra. Tiếng Copt tuyệt chủng như một ngôn ngữ nói hàng ngày vào thế kỷ XVII, nhưng vẫn hiện diện là ngôn ngữ hành lễ của Giáo hội Chính Thống giáo Copt thành Alexandria.

## Phân loại
Tiếng Ai Cập thuộc ngữ hệ Phi-Á. Những đặc điểm của tiếng Ai Cập mà cũng tiêu biểu cho hệ Phi-Á là tính hòa kết, hình thái học phi nối kết, một loạt phụ âm mạnh (emphatic), hệ thống ba nguyên âm /a i u/, hậu tố danh từ giống cái *-at, tiền tố danh từ m-, hậu tố tính từ *-ī và hệ thống phụ tố động từ đặc trưng. Trong các nhánh ngôn ngữ Phi-Á, tiếng Ai Cập cho thấy sự gần gũi nhất với nhóm Semit, và ở mức thấp hơn là nhóm Cush.
Trong tiếng Ai Cập, các phụ âm hữu thanh */d z ð/ trong ngôn ngữ Phi-Á nguyên thủy phát triển thành âm hầu ⟨ꜥ⟩ /ʕ/: ꜥr.t 'cổng' (so sánh với tiếng Hebrew: דלת, délet, 'cửa'). Âm */l/ hợp nhất với ⟨n⟩, ⟨r⟩, ⟨ꜣ⟩, và ⟨j⟩ trong phương ngữ mà ngôn ngữ viết dựa trên, nhưng được lưu giữ trong những phương ngữ khác. */k g ḳ/ vòm hóa thành ⟨ṯ j ḏ⟩ trong một số điều hiện và giữ nguyên là ⟨k g q⟩ trong số khác.
Tiếng Ai Cập có nhiều gốc từ đôi âm vị và có thể cả đơn âm vị, trái với các gốc từ tam âm vị thường thấy trong các ngôn ngữ Semit. Về mặt này, tiếng Ai Cập có lẽ nguyên thủy hơn, và các ngôn ngữ Semit nhiều khả năng đã trải qua quá trình chuyển các gốc từ đôi âm vị thành tam âm vị.
Dù tiếng Ai Cập là ngôn ngữ Phi-Á cổ nhất được ghi nhận, đặc điểm hình thái học của nó lại rất khác với những ngôn ngữ Phi-Á khác. Có nhiều nguyên nhân khả thi: thứ nhất là tiếng Ai Cập đã trải qua một quá trình thay đổi nhiều mặt trước khi nó được ghi nhận; thứ hai, việc nghiên cứu ngôn ngữ Phi-Á có lẽ đã quá tập trung vào các ngôn ngữ Semit và do đó bỏ qua các đặc điểm mà tiếng Ai Cập có chung với các nhánh khác; thứ ba, như G. W. Tsereteli đề xuất, ngữ hệ Phi-Á là một nhóm dị phát sinh chứ không phải một nhóm hợp lệ mang chung nguồn gốc.